# المروح (منبج)
المروح قرية سوريّة تتبع إداريّاً لمحافظة حلب منطقة منبج ناحية أبو كهف، بلغ تعداد سكانها 963 نسمة حسب التعداد السكاني لعام 2004.